# エロイ・アソリン
エロイ・アソリン（Eloy Azorín, 1977年2月19日 - ）はスペイン・マドリッド出身の俳優。父親も俳優。

## 出演作品
- オール・アバウト・マイ・マザー Todo Sobre Mi Madre (1999)
- 女王フアナ Juana la Loca (2001)
- 非常戦闘区域 Guerreros (2002)